# Alexander Bublik
Alexander Stanislawowitsch Bublik (russisch Александр Станиславович Бублик, englisch Alexander Stanislavovich Bublik; * 17. Juni 1997 in Gattschina, Russland) ist ein russisch-kasachischer Tennisspieler.

## Karriere
Alexander Bublik begann seine Karriere auf der ITF Future Tour, auf der er bislang vier Titel im Einzel sowie drei Titel im Doppel gewann. Sein Debüt auf der ATP World Tour gab er im September 2016 in St. Petersburg, als er dank einer Wildcard sowohl im Einzel als auch im Doppel im Hauptfeld startete. Er verlor beide Partien. Bei den Australian Open 2017 qualifizierte er sich erstmals für das Hauptfeld bei einem Grand-Slam-Turnier und gewann auch seine Auftaktpartie gegen den an Position 16 gesetzten Lucas Pouille in vier Sätzen. Er schied in Runde zwei gegen Malek Jaziri ohne Satzgewinn aus.
Seinen ersten Titel auf der ATP Challenger Tour holte er im Februar 2017, als er bei den Morelos Open den Chilenen Nicolás Jarry in zwei Sätzen schlug.
Im November 2016 gab Bublik bekannt, fortan für Kasachstan anstatt für sein Geburtsland Russland zu spielen. 2019 debütierte er für die kasachische Davis-Cup-Mannschaft. Er behauptet von sich, Tennis zu hassen und es nur des Geldes wegen zu spielen; ferner hat er sich mehrfach auf dem Tennisplatz mit seinem Schläger selbst verletzt.

### Spielweise
Bublik ist bekannt für seinen unkonventionellen und risikoreichen Spielstil. Sehr hart geschlagene zweite Aufschläge führen nicht selten zu zahlreichen Doppelfehlern. Mit 7,2 Doppelfehlern pro Match hat er den höchsten Durchschnitt aller ATP-Spieler seit Einführung der Statistik. Trickschläge, wie Schläge durch die eigenen Beine (Tweener), häufige Stoppbälle und Lobs, sowie eingestreute, überraschende Aufschläge von unten („Underhand serves“) sorgen für Unterhaltung bei den Zuschauern.

## Erfolge
| Legende (Anzahl der Siege) |
| Grand Slam                 |
| ATP Finals                 |
| ATP Tour Masters 1000      |
| ATP Tour 500 (2)           |
| ATP Tour 250 (5)           |
| ATP Challenger Tour (7)    |

| ATP-Titel nach Belag |
| Hartplatz (3)        |
| Sand (2)             |
| Rasen (2)            |

### Einzel

#### Turniersiege

##### ATP Tour
| Nr. | Datum            | Turnier         | Belag         | Finalgegner           | Ergebnis      |
| --- | ---------------- | --------------- | ------------- | --------------------- | ------------- |
| 1.  | 6. Februar 2022  | Montpellier (1) | Hartplatz (i) | Alexander Zverev      | 6:4, 6:3      |
| 2.  | 25. Juni 2023    | Halle (1)       | Rasen         | Andrei Rubljow        | 6:3, 3:6, 6:3 |
| 3.  | 22. Oktober 2023 | Antwerpen       | Hartplatz (i) | Arthur Fils           | 6:4, 6:4      |
| 4.  | 4. Februar 2024  | Montpellier (2) | Hartplatz (i) | Borna Ćorić           | 5:7, 6:2, 6:3 |
| 5.  | 22. Juni 2025    | Halle (2)       | Rasen         | Daniil Medwedew       | 6:3, 7:64     |
| 6.  | 20. Juli 2025    | Gstaad          | Sand          | Juan Manuel Cerúndolo | 6:4, 4:6, 6:3 |
| 7.  | 26. Juli 2025    | Kitzbühel       | Sand          | Arthur Cazaux         | 6:4, 6:3      |

##### ATP Challenger Tour
| Nr. | Datum             | Turnier    | Belag         | Finalgegner     | Ergebnis      |
| --- | ----------------- | ---------- | ------------- | --------------- | ------------- |
| 1.  | 25. Februar 2017  | Morelos    | Hartplatz     | Nicolás Jarry   | 7:65, 6:4     |
| 2.  | 13. August 2017   | Aptos      | Hartplatz     | Liam Broady     | 6:2, 6:3      |
| 3.  | 11. November 2018 | Bratislava | Hartplatz (i) | Lukáš Rosol     | 6:4, 6:4      |
| 4.  | 10. Februar 2019  | Budapest   | Hartplatz (i) | Roberto Marcora | 6:0, 6:3      |
| 5.  | 3. März 2019      | Pau        | Hartplatz (i) | Norbert Gombos  | 5:7, 6:3, 6:3 |
| 6.  | 7. April 2019     | Monterrey  | Hartplatz     | Emilio Gómez    | 6:3, 6:2      |
| 7.  | 18. Mai 2025      | Turin      | Sand          | Bu Yunchaokete  | 6:3, 6:3      |

#### Finalteilnahmen
| Nr. | Datum              | Turnier     | Belag         | Finalgegner         | Ergebnis        |
| --- | ------------------ | ----------- | ------------- | ------------------- | --------------- |
| 1.  | 21. Juli 2019      | Newport (1) | Rasen         | John Isner          | 6:72, 3:6       |
| 2.  | 29. September 2019 | Chengdu     | Hartplatz     | Pablo Carreño Busta | 7:65, 4:6, 6:73 |
| 3.  | 13. Januar 2021    | Antalya     | Hartplatz     | Alex de Minaur      | 0:2 aufgg.      |
| 4.  | 28. Februar 2021   | Singapur    | Hartplatz (i) | Alexei Popyrin      | 6:4, 0:6, 2:6   |
| 5.  | 17. Juli 2022      | Newport (2) | Rasen         | Maxime Cressy       | 6:2, 3:6, 6:73  |
| 6.  | 25. September 2022 | Metz        | Hartplatz (i) | Lorenzo Sonego      | 6:73, 2:6       |
| 7.  | 2. März 2024       | Dubai       | Hartplatz     | Ugo Humbert         | 4:6, 3:6        |

### Doppel

#### Finalteilnahmen

##### ATP Tour
| Nr. | Datum         | Turnier     | Belag | Partner        | Finalgegner                         | Ergebnis       |
| --- | ------------- | ----------- | ----- | -------------- | ----------------------------------- | -------------- |
| 1.  | 12. Juni 2021 | French Open | Sand  | Andrei Golubew | Pierre-Hugues Herbert Nicolas Mahut | 6:4, 6:71, 4:6 |

## Abschneiden bei Grand-Slam-Turnieren

### Einzel
| Turnier         | 2017 | 2018 | 2019 | 2020 | 2021 | 2022 | 2023 | 2024 | 2025 | Karriere |
| --------------- | ---- | ---- | ---- | ---- | ---- | ---- | ---- | ---- | ---- | -------- |
| Australian Open | 2    | Q2   | Q1   | 1    | 2    | 2    | 1    | 1    | 1    | 2        |
| French Open     | Q3   | Q1   | 2    | 2    | 1    | 2    | 1    | 2    | VF   | VF       |
| Wimbledon       | 1    | Q2   | 1    |      | 3    | 3    | AF   | 3    | 1    | AF       |
| US Open         | Q1   | —    | 3    | 1    | 2    | 2    | 1    | 1    |      | 3        |

### Doppel
| Turnier         | 2019 | 2020 | 2021 | 2022 | 2023 | 2024 | 2025 | Karriere |
| --------------- | ---- | ---- | ---- | ---- | ---- | ---- | ---- | -------- |
| Australian Open | —    | HF   | AF   | 1    | 1    | —    | 1    | HF       |
| French Open     | —    | 1    | F    | AF   | 1    | 2    | —    | F        |
| Wimbledon       | 2    |      | 1    | —    | —    | 1    | 1    | 2        |
| US Open         | 1    | —    | —    | 2    | —    | —    |      | 2        |

### Mixed
| Turnier         | 2021 | 2022 | Karriere |
| --------------- | ---- | ---- | -------- |
| Australian Open | 1    | —    | 1        |
| French Open     | —    | 1    | 1        |
| Wimbledon       | 1    | —    | 1        |
| US Open         | —    | —    | —        |

Zeichenerklärung: S = Turniersieg; F, HF, VF, AF = Einzug ins Finale / Halbfinale / Viertelfinale / Achtelfinale; 1, 2, 3 = Ausscheiden in der 1. / 2. / 3. Hauptrunde; nicht ausgetragen